# Hélène-Insel
Die Hélène-Insel (französisch Île Hélène) ist eine kleine Felseninsel vor der Küste des ostantarktischen Adélielands. Sie liegt 330 m nordwestlich der Ifo-Insel und markiert das westliche Ende des Géologie-Archipels.
Luftaufnahmen der Insel entstanden bei der US-amerikanischen Operation Highjump (1946–1947). Französische Wissenschaftler kartierten sie im Verlauf einer von 1949 bis 1951 dauernden Forschungsreise und benannten sie nach einem ihrer Schlittenhunde.